# Felix Stieve
Felix Stieve, född 9 mars 1845 i Münster, död 10 juni 1898 i München, var en tysk historiker. Han var far till diplomaten Friedrich Stieve, anatomiprofessorn Hermann Stieve och socialarbetaren Hedwig Stieve.
Stieve blev 1878 ledamot av bayerska vetenskapsakademien och 1886 professor i historia och geografi vid Tekniska högskolan i München. Av hans arbeten, som mest behandlar Bayerns och trettioåriga krigets historia, märks Der Ursprung des dreißigjährigen Krieges 1607-1619 (I, "Der Kampf um Donauwörth", 1875), Das kirchliche Polizeiregiment in Bayern unter Maximilian I (1876), Die Politik Bayerns 1591-1607 (1878-82), Die Verhandlungen über die nachfolge Kaiser Rudolfs II. 1581-1602 (1879), Der oberösterreichische Bauernaufstand des Jahres 1526 (två band, 1891; andra upplagan 1904) och Abhandlungen, Vorträge, Reden (1900).